# Херцшпрунг—Раселов дијаграм
Херцшпрунг—Раселов дијаграм или Х—Р дијаграм, назван по творцима Ејнару Херцшпрунгу и Хенрију Норису Раселу, је моћан теоријски „алат“ који повезује ефективну температуру (апсциса дијаграма) и луминозност (ордината дијаграма) звезда. Ове две величине зависе од основних особина звезде (маса, старост и хемијски састав) и не могу се измерити директно посматрањима. Ипак, постоји веза између ефективне температуре и колор-индекса, као и између луминозности и привидне величине (а тиме и апсолутне), па је могуће добити и верзију Х—Р дијаграма са величинама које се могу измерити посматрањима, боју звезде и магнитуду звезде. Овакав Х—Р дијаграм се назива дијаграм боја—магнитуда.
Трансформација Херцшпрунг—Раселовог у дијаграм боја—магнитуда није најједноставнија и зависи од разних фактора: удаљеност, старост, хемијски састав, гравитација на површини звезде, унутрашња структура, као и структура атмосфере звезде.

## Опис
У зависности од физичких особина, зависи и положај звезде на Х—Р дијаграму. Највећи број звезда се налази на главном низу дијаграма (ту је и Сунце), a звезде се еволутивно померају по дијагонали главног низа: по формирању звезде се налазе углавном налазе у доњем десном делу дијаграма где су хладније и мање луминозне звезде. Временом напредују ка горњем левом делу где су топлије и луминозније звезде. Одатле се одваја грана џинова и суперџинова ка горе десно, и то су велике звезде (а тиме и хладне) које имају велики лумимозитет. Доле лево се налази грана белих патуљака, малих звезда малог луминозитета, али велике температуре.

## Значај
Х—Р дијаграм служи за разазнавање разних типова звезда, за одређивање и боље разумевање еволуције звезда и физичких особина како појединачних, тако и звезданих скупова: отворених јата, глобуларних јата и галаксија. Помоћу Х—Р дијаграма могуће је тестирати теоријске претпоставке и предвиђања из модела еволуција звезда при упоређивању са посматрањима; одредити старост, хемијски састав и удаљеност неког звезданог скупа, па чак и сазнати његову историју, односну претходну еволуцију.

## Историјска позадина
У деветнаестом веку велика фотографска спектроскопска истраживања звезда вршена су на опсерваторији Харвард колеџа, производећи спектралне класификације за десетине хиљада звезда, што је на крају кулминирало каталогом Хенрија Дрејпера. У једном сегменту овог рада, Антонија Маури је укључила поделу звезда по ширини њихових спектралних линија. Херцшпрунг је приметио да звезде описане уским линијама имају тенденцију да имају мања правилна кретања од осталих из исте спектралне класификације. Он је ово сматрао као индикацију веће луминозности за усколинијске звезде и израчунао је секуларне паралаксе за неколико група, што му је омогућило да процени њихову апсолутну магнитуду.
Године 1910, Ханс Розенберг је објавио дијаграм који приказује привидну магнитуду звезда у јату Плејаде у односу на јачину линије К калцијума и две водоничне Балмерове линије. Ове спектралне линије служе као замена за температуру звезде, рани облик спектралне класификације. Привидна магнитуда звезда у истом јату је еквивалентна њиховој апсолутној магнитуди и тако је овај рани дијаграм заправо био дијаграм светлости у односу на температуру. Исти тип дијаграма се и данас користи као средство за приказивање звезда у јатима без потребе да се у почетку зна њихова удаљеност и сјај. Херцшпрунг је већ радио са овом врстом дијаграма, али његове прве публикације које то показују биле су објављене тек 1911. Ово је такође био облик дијаграма који је користио привидне величине јата звезда на истој удаљености.
Раселове ране верзије дијаграма (1913) су укључивале Мауријеве џиновске звезде које је идентификовао Херцшпрунг, оне оближње звезде са паралаксама измереним у то време, звезде са Хијада (оближње отворено јато) и неколико покретних група, за које би метода покретног кластера могла да се користи за извођење удаљености и на тај начин добијање апсолутних величина за те звезде.

## Форме дијаграма
Постоји неколико облика Херцшпрунг-Раселовог дијаграма, а номенклатура није добро дефинисана. Сви облици имају исти општи распоред: звезде већег сјаја су према врху дијаграма, а звезде са вишом температуром површине према левој страни дијаграма.
Оригинални дијаграм приказује спектрални тип звезда на хоризонталној оси и апсолутну визуелну магнитуду на вертикалној оси. Спектрални тип није нумеричка величина, већ је низ спектралних типова монотон низ који одражава температуру површине звезде. Модерне опсервационе верзије графикона замењују спектрални тип индексом боја (на дијаграмима направљеним средином 20. века, најчешће Б-В боја) звезда. Овај тип дијаграма је оно што се често назива опсервационим Херцшпрунг-Раселовим дијаграмом, или посебно дијаграмом боје-величине (CMD), и често га користе посматрачи. У случајевима када се зна да су звезде на идентичним удаљеностима, као што је унутар звезданог јата, дијаграм боја-величина се често користи за описивање звезда у јату са дијаграмом у коме је вертикална оса привидна величина звезда. За чланове кластера, према претпоставци, постоји једна адитивна константна разлика између њихове привидне и апсолутне величине, која се назива модул удаљености, за све то јато звезда. Ране студије оближњих отворених јата (попут Хијада и Плејада) од стране Херцшпрунга и Розенберга произвеле су прве CMD, неколико година пре Раселове утицајне синтезе дијаграма који је прикупљао податке за све звезде за које су се могле одредити апсолутне магнитуде.

## Интерпретација
Већина звезда заузима област на дијаграму дуж линије која се назива главни низ. Током фазе свог живота у којој се звезде налазе на линији главне секвенце, оне спајају водоник у својим језгрима. Следећа концентрација звезда је на хоризонталној грани (фузија хелијума у језгру и сагоревање водоника у љусци која окружује језгро). Још једна истакнута карактеристика је Херцшпрунгов јаз који се налази у области између А5 и Г0 спектралног типа и између +1 и -3 апсолутне магнитуде (тј. између врха главне секвенце и гиганата у хоризонталној грани). Променљиве звезде РР Лира могу се наћи лево од овог јаза на делу дијаграма који се зове трака нестабилности. Променљиве цефеида такође падају на траку нестабилности, при већим осветљењима.
Научници могу да користе Х-Р дијаграм да грубо измере колико је звездано јато или галаксија удаљена од Земље. Ово се може урадити упоређивањем привидних величина звезда у јату са апсолутним магнитудама звезда са познатим растојањима (или звезда модела). Посматрана група се затим помера у вертикалном правцу, све док се две главне секвенце не преклапају. Разлика у величини која је премошћена да би се ускладиле две групе назива се модул удаљености и директна је мера за растојање (занемарујући изумирање). Ова техника је позната као прилагођавање главне секвенце и врста је спектроскопске паралаксе. Може се користити не само искључење у главној секвенци, већ и врх звезда гране црвеног џина.

### Дијаграм који је забележила ЕСА мисија Гаја
ESA-ина мисија Гаја показала је неколико карактеристика на дијаграму за које се или није знало или се сумњало да постоје. Откривена је празнину у главној секвенци која се појављује за М-патуљке и која се објашњава преласком са делимично конвективног језгра на потпуно конвективно језгро. За беле патуљке дијаграм показује неколико карактеристика. Две главне концентрације се појављују на овом дијаграму пратећи секвенцу хлађења белих патуљака која се објашњава саставом атмосфере белих патуљака, посебно атмосфере белих патуљака у којој доминира водоник у односу на хелијум. Трећа концентрација се објашњава кристализацијом језгра унутрашњости белих патуљака. Ово ослобађа енергију и одлаже хлађење белих патуљака.